# منطقه داریا
منطقه داریا (به عربی: منطقة داریا) یک منطقه در سوریه است که در استان ریف دمشق واقع شده‌است.

## خصوصیات
منطقه داریا ۱۰۲٫۴۸ کیلومترمربع مساحت و ۲۶۰٬۹۶۱ نفر جمعیت دارد.